# The Tragedies of the Crystal Globe
The Tragedies of the Crystal Globe (o The Tragedy of the Crystal Globe) è un cortometraggio muto del 1915 diretto da Richard Ridgely.

## Produzione
Il film fu prodotto dalla Edison Company.

## Distribuzione
Distribuito dalla General Film Company, il film - un cortometraggio in tre bobine - uscì nelle sale cinematografiche USA il 2 luglio 1915.